# Iare rochae
Iare rochae är en stekelart som beskrevs av Barbalho och Penteado-dias 2002. Iare rochae ingår i släktet Iare och familjen bracksteklar. Inga underarter finns listade i Catalogue of Life.